# Maladera lata
Maladera lata är en skalbaggsart som beskrevs av Brenske 1902. Maladera lata ingår i släktet Maladera och familjen Melolonthidae. Inga underarter finns listade i Catalogue of Life.